# Rock-paper-scissors (giochi)

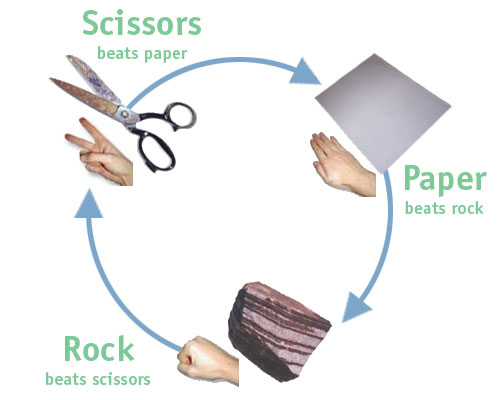
La relazione fra "sasso", "carta" e "forbici" nella morra cinese

Rock-paper-scissors ("sasso-carta-forbici", dal nome inglese della morra cinese), spesso abbreviata in RPS, è una meccanica dei giochi di strategia per cui ogni tipo di unità risulta molto forte contro certi tipi di unità avversarie, e molto debole contro altri, così come, per esempio, nella morra cinese la carta vince contro il sasso ma perde con le forbici.
In questo senso, si dice che ogni unità ha almeno una "contro-unità" (si potrebbe dire: la sua "nemesi"), contro la quale risulta estremamente vulnerabile. Sebbene relazioni specifiche possano esistere fra specifici tipi di unità, più spesso la logica RPS riguarda categorie di unità. Per esempio, nei wargame e nei videogiochi strategici in tempo reale la "cavalleria", intesa come tutti i tipi di unità montate, è debole contro unità dotate di armi da mischia a lunga gittata, ma particolarmente indicata contro l'artiglieria e le unità da assedio.

## Scopo
Nei wargame la logica RPS è in parte legata alla ricerca del "realismo". È un fatto evidente, per esempio, che in uno scontro fra un caccia e un bombardiere il caccia "è la carta" e il bombardiere la pietra. Analogamente, un'arma come una catapulta può evidentemente colpire solo a distanza, e quindi risulta alla mercé di unità capaci di avvicinarsi rapidamente e forti nel combattimento ravvicinato (come un cavaliere dotato di spada).
A prescindere da considerazioni di realismo storico, tuttavia, la logica RPS ha anche un ruolo determinante per la profondità strategica di un gioco di guerra. L'aspetto principale dell'RPS è che rende molto improbabile una vittoria ottenuta "ammassando" un solo tipo di unità, che rischierebbero di essere annientate da un piccolo (e quindi poco costoso) drappello delle contro-unità appropriate. Il giocatore dovrà quindi diversificare la propria produzione militare (e, se le diverse unità sono comprate spendendo diverse combinazioni di risorse, prima ancora diversificare la propria economia). Dovrà inoltre studiare "combinazioni" di unità (combo) efficaci (per esempio, scortare le proprie armi d'assedio con unità anti-cavalleria come picchieri, lancieri, alabardieri). Questi elementi di scelta, come molti altri presenti nei giochi di strategia, non si prestano quasi mai a una soluzione "definitiva" (che contribuirebbe alla monotonia del gioco).
Un altro aspetto strategicamente interessante della RPS è che contribuisce all'importanza di attività come l'esplorazione o il vero e proprio spionaggio. Infatti, riuscire a ottenere una visuale della base nemica può fornire informazioni sui tipi di unità più prodotte dall'avversario, per creare la forza d'assalto più efficace per un successivo attacco.
Poiché nella maggior parte dei videogiochi strategici ogni tipo unità è prodotta con risorse diverse dalle altre, la logica RPS introduce la possibilità strategica di aggredire l'avversario cercando di privarlo dell'accesso a una determinata risorsa, e quindi potenzialmente a un'intera categoria di unità, creando una sorta di "angolo cieco" delle sue possibilità offensive o difensive. Per fare un esempio piuttosto particolare: in Age of Empires II: The Age of Kings, se si sottraggono all'avversario le risorse per costruire armi da assedio (in particolare l'oro), lo si priva della possibilità di attaccare efficacemente mura, torri ed edifici; diventa allora possibile metterlo all'angolo "edificando in maniera aggressiva" (per esempio costruendo una linea di castelli o di torri sempre più vicini alla sua base).  La disponibilità di risorse influenzerà inoltre il tipo di unità che si possono costruire e quindi la strategia di gioco, sempre per esempio in The Age of Kings una mappa con poche foreste, renderà più difficile costruire unità che richiedono legno, questo a sua volta influenzerà la scelta della civiltà da parte dei giocatori (civiltà differenti hanno unità speciali diverse).
Un altro esempio è tipico del videogame RTS Age of Mythology, in cui vi sono due tipi di logiche "Rock-paper-scissors": la prima è il classico rapporto "Cavalleria > arcieri > fanteria" (ovvero "cavalleria batte arcieri, arcieri battono fanteria, fanteria batte cavalleria"), il secondo è il rapporto "Eroi > creature mitologiche > soldati umani". In quest'ultimo caso, in particolare, un giocatore accorto potrebbe distruggere costruzioni come templi o monumenti per impedire all'avversario di guadagnarsi il favore dei suoi dèi, necessario per evocare creature mitologiche, e rendere così più efficace il proprio esercito di soldati umani.
Nei videogiochi e negli anime della serie Pokémon, la logica RPS è utilizzata nelle debolezze e resistenze dei vari tipi che caratterizzano le creature. I tre Pokémon iniziali, ovvero i Pokémon fra cui un allenatore sceglie la sua prima creatura, sono sempre di tipo Erba, Acqua e Fuoco: il Pokémon di tipo Fuoco è debole contro gli attacchi d'Acqua, quello di tipo Acqua è debole contro gli attacchi d'Erba e quello di tipo Erba è debole contro gli attacchi di Fuoco

## Teoria dei giochi
Dal punto di vista matematico della teoria dei giochi questa meccanica evita che ci sia un unico equilibrio di Nash, ma piuttosto che questo dipenda dalla combinazione delle strategia scelta da un giocatore contro quella scelta dall'altro ed impedisce quindi che i giocatori tendano infine a gravitare verso la stessa strategia una volta trovata quella ottimale.